# Tirreno-Adriatico 1970
Tirreno-Adriatico 1970 est la 5e édition de la course cycliste par étapes italienne Tirreno-Adriatico. L’épreuve se déroule sur cinq étapes  entre le 11 et le 15 mars 1970, sur un parcours total de 913 km. 
Le vainqueur de la course est le Belge Antoon Houbrechts (Salvarani).

## Classements des étapes
| Étape | Date    | Villes étapes                         | km    | Vainqueur d’étape      | Leader du classement général |
| ----- | ------- | ------------------------------------- | ----- | ---------------------- | ---------------------------- |
| 1     | 11 mars | Casal Palocco - Fiuggi                | 192,0 | Marcello Bergamo (ITA) | Marcello Bergamo (ITA)       |
| 2     | 12 mars | Alatri - Pescasseroli                 | 176,0 | Willy Vekemans (BEL)   | Roberto Ballini (ITA)        |
| 3     | 13 mars | Pescasseroli - Pineto                 | 200,0 | Patrick Sercu (BEL)    | Roberto Ballini (ITA)        |
| 4     | 14 mars | Pineto - Civitanova Marche            | 229,0 | Mario Nicoletti (ITA)  | Roberto Ballini (ITA)        |
| 5a    | 15 mars | S.B del Tronto - S.B del Tronto       | 98,0  | Guerrino Tosello (ITA) | Antoon Houbrechts (BEL)      |
| 5b    | 15 mars | S.B del Tronto - S.B del Tronto (clm) | 18,0  | Felice Gimondi (ITA)   | Antoon Houbrechts (BEL)      |

## Classement général
|    | Cycliste           | Pays     | Équipe    | Temps            |
| -- | ------------------ | -------- | --------- | ---------------- |
| 1  | Antoon Houbrechts  | Belgique | Salvarani | 24 h 50 min 25 s |
| 2  | Italo Zilioli      | Italie   | Faemino   | + 30 s           |
| 3  | Felice Gimondi     | Italie   | Salvarani | + 35 s           |
| 4  | Vittorio Adorni    | Italie   | Scic      | + 1 min 21 s     |
| 5  | Franco Bitossi     | Italie   | Filotex   | + 1 min 22 s     |
| 6  | Patrick Sercu      | Belgique | Dreher    | + 1 min 36 s     |
| 7  | Giancarlo Polidori | Italie   | Scic      | + 1 min 46 s     |
| 8  | Marcello Bergamo   | Italie   | Filotex   | + 1 min 59 s     |
| 9  | Renato Laghi       | Italie   | Sagit     | + 2 min 34 s     |
| 10 | Aldo Moser         | Italie   | G.B.C.    | + 2 min 40 s     |